# 1987 w sztukach plastycznych
Wydarzenia w sztukach plastycznych i wizualnych w 1987 roku.

## Wydarzenia
- W Kassel odbyła się międzynarodowa wystawa sztuki współczesnej documenta 8
- W Lublinie przy lokalnym BWA powstaje Galeria Grodzka.
- W Łodzi została zamknięta Galeria Ślad.
- W Londynie otwarto pierwszą galerię Tate (później Tate Britain).
- W Waszyngtonie powstało National Museum of Woman in the Arts.

## Malarstwo
- Antoni Tàpies

Dni wody I
- Ralph Goings

Blue Table Cloth – olej na płótnie, 28x30 cali

## Plakat
- Jan Młodożeniec

plakat do filmu Blue Velvet – format B1
plakat do sztuki teatralnej Szkarłatna wyspa – format B1

## Rzeźba
- Mirosław Bałka

Św. Wojciech

## Wideo
- Zbigniew Libera

Jak tresuje się dziewczynki – VHS, 16 min. 46 s.
Teofilów 87. Kultura Zrzuty – VHS, 116 min. 04 s.
Bez tytułu (Samobój) – VHS, 2 min. 02 s.

## Nagrody
- Nagroda im. Jana Cybisa – Jan Lebenstein
- Nagroda Turnera – Richard Deacon[9]
- Nagroda Oskara Kokoschki – Richard Artschwanger[10]
- World Press Photo – Alon Reininger[11]

## Zmarli
- Mikołaj Kochanowski (ur. 1916), polski malarz
- Jerzy Bandura (ur. 1915), polski rzeźbiarz, grafik, medalier
- Tadeusz Kozłowski (ur. 1907), polski malarz
- Władysław Popielarczyk (ur. 1925), polski malarz
- Kajetan Sosnowski (ur. 1913), polski malarz
- 5 stycznia – Adam Smolana (ur. 1921), polski rzeźbiarz
- 19 maja – Stanisław Szukalski (ur. 1893), polski rzeźbiarz, malarz, rysownik
- 15 czerwca – Marian Mokwa (ur. 1889), polski malarz
- 19 lipca – Willy Hanft (ur. 1888), niemiecki malarz
- 27 sierpnia – Rudolf Uher (ur. 1913), słowacki rzeźbiarz
- 27 października – Ildefons Houwalt (ur. 1910), polski malarz
- 7 grudnia – Marian Turwid (ur. 1905), polski malarz